# Pyeongchangs Olympiastadion
Pyeongchangs Olympiastadion (koreanska: 평창 올림픽 스타디움) var en tillfälligt byggd arena i Pyeongchang, Sydkorea. Arenan hade en publikkapacitet på 35 000.

## Användning
Pyeongchangs Olympiastadion kom att användas fem gånger innan den sedan revs. Den användes som arena för K-popkonserten Dream Concert 2017, som hölls 100 dagar före olympiska spelen, samt invigningsceremonin och avslutningsceremonin under olympiska vinterspelen 2018, samt invigningsceremonin och avslutningsceremonin för de Paralympiska vinterspelen 2018.

## Rivning
Efter de olympiska vinterspelen monterades arenan ned. På platsen ska bland annat byggas ett nytt museum.